# JazzRadio Berlin
JazzRadio Berlin ist ein regionales privates Hörfunkprogramm in Berlin. Es ist ein regionales Informations- und Serviceprogramm mit Jazzmusik unterschiedlicher Subgenres.

## Allgemeines
Programmveranstalter ist die New JazzRadio GmbH, an der die Fujairah Media FZ LLC und drei Einzelpersonen beteiligt sind. Zur Hörerbindung und zur Unterstützung des Senders gibt es den Hörerklub „Friends of JazzRadio“.

## Programm
Das Programm besteht aus Jazzmusik und einem Wortanteil von 10 bis 15 Prozent. Darunter sind Nachrichten, Programmhinweise zu Kultur- und Jazzveranstaltungen in Berlin sowie Werbung. Die sechs verschiedenen Jazzstile, die zum Programm gehören, werden außerdem in wöchentlichen Spezialsendungen vertieft.

## Empfang
JazzRadio Berlin war ab 1996 auf UKW 101,9 MHz in Berlin zu empfangen (Jazz Radio und Verlag GmbH). Nach einem Frequenz- und Veranstalterwechsel am 1. Dezember 2010 ist das Programm über den Sender Scholzplatz auf UKW 106,8 MHz zu empfangen, sowie im Kabelnetz und als Live-Stream über die Website des Senders.
In Rostock war das Programm nach Lizenzierung durch die Jazz Radio Deutschland GmbH & Co KG über den Sender Rostock-Toitenwinkel auf UKW 105,6 MHz vom 13. März 2015 bis 1. Juni 2020 zu empfangen.